# Casanova : Histoire de sa vie
Casanova : Histoire de sa vie est une monographie illustrée sur l’aventurier vénitien Giacomo Casanova, écrite par le professeur de littérature française Michel Delon, et parue chez Gallimard en 2011. Cet ouvrage est le 578e titre dans la collection « Découvertes Gallimard ».

## Introduction
Cet ouvrage en format poche (125 × 178 mm) fait partie de la série Littératures dans la collection « Découvertes Gallimard ». Selon la tradition des « Découvertes », cette collection repose sur une abondante documentation iconographique et une manière de faire dialoguer l’iconographie documentaire et le texte, enrichie par une impression sur papier couché. En d’autres termes, « de véritables monographies, éditées comme des livres d’art ».
L’ouvrage est un compendium des fêtes qui ont suivi l’achat du manuscrit de l’Histoire de ma vie de Giacomo Casanova en février 2010 par la Bibliothèque nationale de France, et qui ont abouti à l’exposition Casanova, la passion de la liberté du 15 novembre 2011 au 19 février 2012, à laquelle l’auteur a contribué en participant à la rédaction du catalogue. Il comprend trois parties qui se complètent et s’entrelacent, tout d’abord, un texte sur Casanova : « Synonyme de séducteur et d’aventurier, Casanova est avant tout un artiste, qui s’est voué aux mots. Il manie les langues : le vénitien et l’italien, le français et l’espagnol, le latin et le grec… Mais c’est aussi un joueur, un alchimiste, un savant… ». Deuxièmement, on apprend que ce fils de comédiens est la quintessence du vertige sensuel du XVIIIe siècle. Ensuite, cet ouvrage est également le récit du manuscrit de l’Histoire de ma vie.
Le livre évoque Casanova avec 120 documents : à travers le manuscrit de l’Histoire de ma vie écrit en français ; en suivant ses traces à Venise dans les tableaux de Longhi, ou à Dux avec des dessins inédits ; en évoquant l’érotisme du XVIIIe siècle avec Boucher et Fragonard ; et aussi par le cinéma.

## Contenu

### Le corpus
- Ouverture (p. 1–7, une succession d’illustrations pleine page, de textes et illustrations extraits du manuscrit de l’Histoire de ma vie)
- Chapitre 1 : « Un vénitien en Europe » (p. 11–29)
- Chapitre 2 : « Théâtres » (p. 31–43)
- Chapitre 3 : « Libertinages » (p. 45–59)
- Chapitre 4 : « Savoirs » (p. 61–75)
- Chapitre 5 : « Mémoires » (p. 77–95)

### Témoignages et documents
- Témoignages et documents (p. 97–117)
  - Portraits (p. 98–103)
  - Le polygraphe (p. 104–109)
  - Casanova censuré (p. 110–111)
  - Une figure européenne (p. 112–113)
  - Un mythe cinématographique (p. 114–117)
- Bibliographie (p. 118)
- Filmographie (p. 119)
- Table des illustrations (p. 119–124)
- Index des œuvres de Casanova (p. 124)
- Index (p. 124–126)
- Crédits photographiques/Remerciements (p. 127)

## Accueil
Sur le site Babelio, le livre obtient une note moyenne de 4,50 sur 5, sur la base de 4 notes, indiquant des « avis généralement positifs ».
Dans le quotidien Le Figaro, l’écrivain français Mohammed Aïssaoui écrit : « Ce sont 128 pages de plaisir intellectuel. Le spécialiste, Michel Delon, a su se rendre pédagogique pour nous montrer les mille facettes de Casanova, trop souvent réduit à son portrait de ‹ prédateur sexuel ›. Il a joué un grand rôle dans le théâtre, la musique et la diplomatie. La superbe iconographie ajoute à ce petit bijou littéraire. »
Dans le périodique Studi Francesi (no 168), Marisa Ferrarini pense que « ce livre est un excellent compendium des fêtes qui ont suivi l’achat du manuscrit de l’Histoire de ma vie de Giacomo Casanova, en février 2010, par la BnF. […] Michel Delon a utilisé tous les outils iconographiques pour évoquer cette figure de proue de l’Europe moderne : à travers les images du manuscrit de l’Histoire de ma vie ; suivre ses traces à Venise dans les peintures de Longhi ou à Dux avec des dessins inédits ; évoquant l’érotisme du XVIIIe siècle avec Boucher ou Fragonard ; à travers les photos extraites du film. L’iconographie ne fait que doubler le plaisir de lire. »

## Édition internationale
| Titre                          | Traduction littérale                               | Langue             | Pays         | Collection (numéro dans la collection) | Éditeur            | Traducteur   | Année de première parution | ISBN                 |
| ------------------------------ | -------------------------------------------------- | ------------------ | ------------ | -------------------------------------- | ------------------ | ------------ | -------------------------- | -------------------- |
| Casanova : Histoire de sa vie  | –                                                  | Français de France | France       | Découvertes Gallimard (no 578)         | Éditions Gallimard | –            | 2011                       | (ISBN 9782070440122) |
| 카사노바: 사랑과 예술의 유혹자 | « Casanova : le séducteur de l’amour et de l’art » | Coréen             | Corée du Sud | 시공 디스커버리 (no 141)               | Sigongsa (en)      | Hyo-sook Lee | 2016                       | (ISBN 9788952777362) |